# Tursko (ort i Tjeckien)
Tursko är en ort i Tjeckien.   Den ligger i regionen Mellersta Böhmen, i den centrala delen av landet, 13 km nordväst om huvudstaden Prag. Tursko ligger 296 meter över havet och antalet invånare är 522.
Terrängen runt Tursko är platt.Runt Tursko är det tätbefolkat, med 762 invånare per kvadratkilometer. Närmaste större samhälle är Prag, 13,4 km sydost om Tursko. Trakten runt Tursko består till största delen av jordbruksmark.